# Şenol Kök
Şenol Kök (Gürün, 12 mei 1977) is een Turks-Nederlands voormalig voetballer die als verdediger speelde.
Kök speelde zes jaar bij Go Ahead Eagles, waar hij debuteerde. Via Koninklijke UD kwam hij in 2001 in Finland bij FC Jokerit. Daar kreeg hij een zware blessure, waardoor er abrupt een einde aan zijn avontuur in Finland kwam. Via de amateurs van AGOVV ging hij mee met het hernieuwde profbestaan van die club. Tijdens zijn vierde seizoen bij AGOVV liep hij tijdens de competitiewedstrijd, thuis tegen FC Emmen, nogmaals een zware knieblessure op. Na een lange revalidatie van een jaar bleek een rentree van de door blessures geteisterde voetballer niet meer mogelijk en werd hij afgekeurd voor het betaalde voetbal.
De daaropvolgende jaren was hij samen met technisch directeur Ted van Leeuwen verantwoordelijk voor de scouting van AGOVV en was hij als scout betrokken bij het aantrekken van spelers als Dries Mertens en Gonzalo Manuel García García. Na twee jaar als hoofdscout voor de club in Apeldoorn werkzaam te zijn geweest, werd zijn contract in 2007 door bezuinigingen bij AGOVV niet verlengd. Hij werd in augustus 2016 aangesteld als scout bij Go Ahead Eagles. Van november 2016 tot en met juli 2018 was Kök scout bij Esbjerg fB. Met ingang van het seizoen 2019/2020 was hij scout en videoanalist bij FC Twente. Medio 2021 volgde hij Van Leeuwen naar N.E.C. waar hij hoofd scouting werd.

## Erelijst
AGOVV
- Algemeen zondagkampioenschap

2002
- Algeheel amateurkampioen van Nederland

2002